# Ilir Ferra

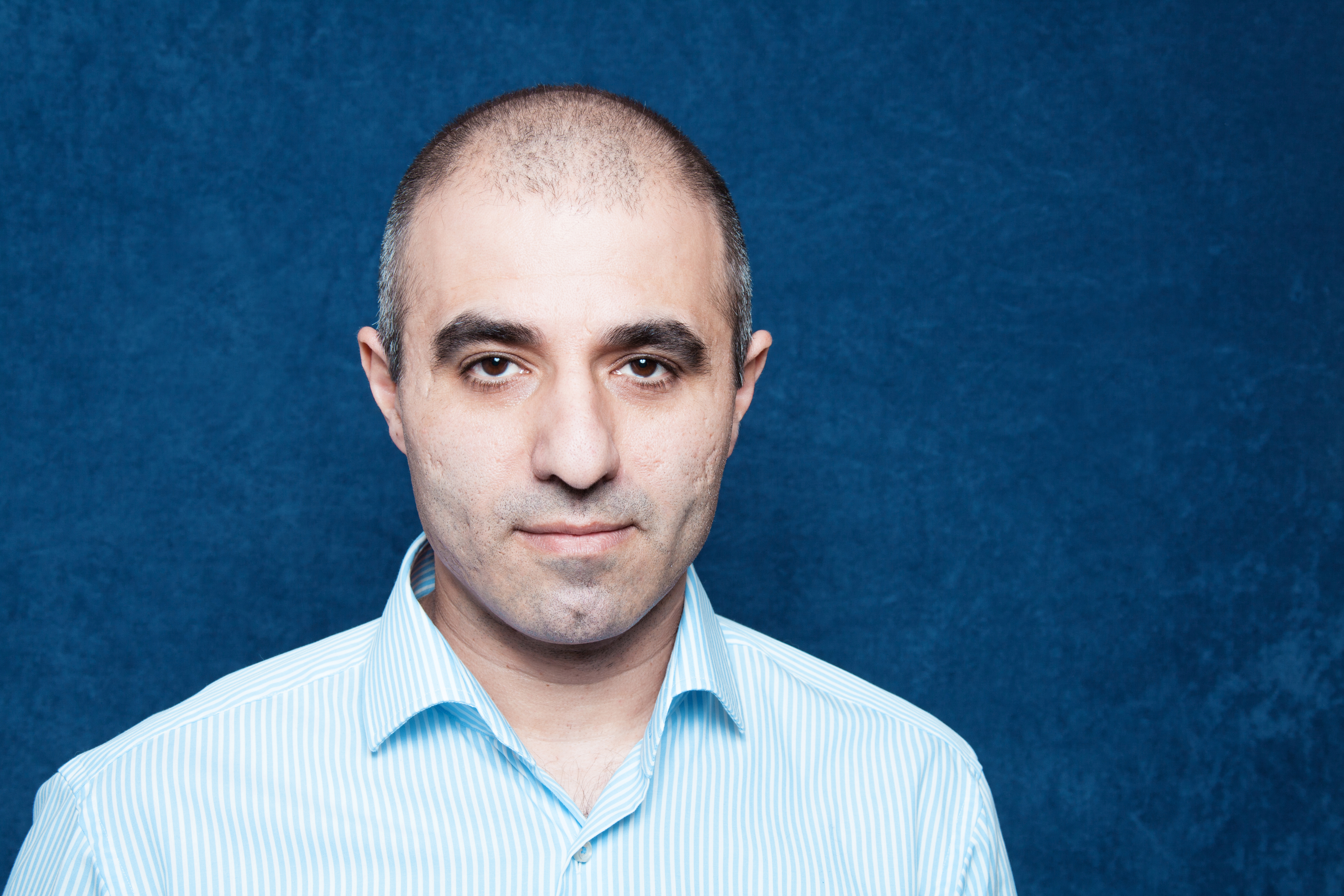

Ilir Ferra (* 1974 in Durrës, Albanien) ist ein österreichischer Schriftsteller und Übersetzer.

## Leben
Ilir Ferra wurde 1974 in Durrës, Albanien, geboren. Seit 1991 lebt und arbeitet er in Wien. An der Universität Wien hat Ilir Ferra Translationswissenschaften für die Sprachen Englisch und Italienisch studiert. Er ist als Autor, Übersetzer und Dolmetscher tätig. Seine Prosa wurde mit verschiedenen Preisen ausgezeichnet, so zum Beispiel mit dem Adelbert-von-Chamisso-Förderpreis (2012) für seinen Debütroman Rauchschatten.

## Werke (Auswahl)
- Rauchschatten. Roman. Neuauflage. Hollitzer Verlag, Wien 2015, ISBN 978-3-99012-225-9.
- Aus dem Fluss. Prosaskizzen. Edition Atelier, Wien 2014, ISBN 978-3-902498-89-2.
- Minus. Roman. Neue, vom Autor überarbeitete Fassung. Hollitzer Verlag, Wien 2015, ISBN 978-3-99012-228-0.

## Auszeichnungen (Auswahl)
- Preis „Schreiben zwischen den Kulturen“ des Vereins Exil, 2008.
- Chamisso-Förderpreis, 2012.[1]
- Staatsstipendium für Literatur des bmukk, 2013.